# Mühlleithen (Geroldsgrün)
Mühlleithen ist ein Gemeindeteil der Gemeinde Geroldsgrün im Landkreis Hof (Oberfranken, Bayern). Mühlleithen liegt in der Gemarkung Langenbach.

## Geographie
Der Weiler besteht aus vier Einzelsiedlungen. Drei davon liegen am Langenbach an einer Gemeindeverbindungsstraße, die den Bach entlang nach Langenbach (1,2 km nordöstlich) bzw. nach Dürrenwaiderhammer zur Staatsstraße 2198 verläuft (2,3 km südwestlich).

## Geschichte
Mühlleithen gehörte zur Realgemeinde Langenbach. Gegen Ende des 18. Jahrhunderts gab es in Mühlleithen sieben Anwesen (2 Mühlen, 2 Gütlein, 2 halbe Gütlein, 1 Tropfhaus). Das Hochgericht sowie die Grundherrschaft über sämtliche Anwesen hatte das bayreuthische Kasten- und Richteramt Lichtenberg.
Von 1797 bis 1810 unterstand der Ort dem Justiz- und Kammeramt Naila. Mit dem Gemeindeedikt wurde Mühlleithen dem 1808 gebildeten Steuerdistrikt Steinbach und der 1818 gebildeten Ruralgemeinde Langenbach zugewiesen. Am 1. Mai 1978 kam Mühlleithen im Zuge der Gebietsreform in Bayern durch die Eingemeindung von Langenbach zu Geroldsgrün.

### Einwohnerentwicklung
| Jahr      | 001861 | 001871 | 001885 | 001900 | 001925 | 001950 | 001961 | 001970 | 001987 |
| Einwohner | 39     | 35     | 40     | 32     | 33     | 28     | 28     | 15     | 17     |
| Häuser    |        |        | 6      | 6      | 6      | 7      | 6      |        | 6      |
| Quelle    | [ 8 ]  | [ 9 ]  | [ 10 ] | [ 11 ] | [ 12 ] | [ 13 ] | [ 14 ] | [ 15 ] | [ 1 ]  |

## Religion
Der Ort ist evangelisch-lutherisch geprägt und bis heute nach St. Walburga (Bad Steben) gepfarrt.